# 津銳
裴津銳（1994年6月9日—），韓國女歌手。原藝名為ZN作為NH Media及Nega Network旗下女子組合LABOUM的成員，隊内擔當主領舞及副唱。
2017年，參賽由KBS2製作的偶像重振計劃《The Unit》，並于2018年2月11日以第8名勝出，作爲UNI.T出道。
2021年10月8日，改為本名活動。

## 音乐作品

### The Unit
注：仅列出参与录制的曲目
| 单曲# | 单曲资料                                                           | 曲目                |
| 1st   | 数位单曲《THE UNI+ - 마이턴 (My turn)》 - 发行日期：2017年10月13日 | 1. 마이턴 (My turn) |
| 2nd   | 数位单曲《THE UNI+ - Shine》 - 发行日期：2017年10月27日            | 1. Shine            |
| 3rd   | 数位单曲《THE UNI+ G STEP 1》 - 发行日期：2018年1月20日            | 1. 달콤해 (Sweet)   |
| 4th   | 数位单曲《THE UNI+ FINAL》 - 发行日期：2018年2月10日               | 1. TING 2. PRESENT  |

### 電視劇原聲帶
| 年份 | 资料                                                                 | 曲目                                               |
| 2019 | 《春天來了，春天 OST Part.4》 - 语言：韩语 - 发行日期：2019年2月27日 | 曲目 1. 與春天相遇(봄을 만나) 2. 與春天相遇(Inst.) |

## 影視作品
- 所屬團體之共同出演，請參閱LABOUM § 影視作品和UNI.T § 綜藝作品

### 網路劇
| 年份   | 播放平台                  | 劇名                        | 角色   | 性質   |
| 2015年 | Naver TV Cast             | 《About Love ─ Milky Love》 | 瑪麗   | 女主角 |
| 2019年 | NAVER TV & YouTube        | 《My Brother Ghost》        | 朴惠珍 | 女主角 |
| 2020年 | COM TV & NAVER TV & WAVVE | 《吉力馬札羅咖啡廳》        | 娜允   | 女配角 |
| 2021年 | 대한민국 경찰청YouTube    | 《全神貫注》                | 尹智藝 | 女主角 |

### 電視劇
| 年份 | 電視台 | 節目名稱         | 角色   | 備註     |
| 2021 | SBS    | 《成為你的夜晚》 | 閔記者 | 特別出演 |

### 電影
| 年份   | 電影名稱       | 角色 | 性質 |
| 2019   | 《賭上了一切》 | 賽綸 | 配角 |
| 待公布 | 《通水之夜》   |      |      |

### 綜藝節目
| 日期                         | 電視台 | 節目名稱 | 備註                             |
| 2017年10月28日-2018年2月10日 | KBS2   | The Unit | 參賽者，獲得第8名獲選為UNI.T成員 |

### 廣播節目
| 日期          | 電台       | 節目名稱             | 備註 |
| 2018年1月22日 | KBS CoolFM | 《李秀智的歌謠廣場》 |      |
| 2019年1月10日 | MBC標準FM  | 《IDOL RADIO 》      |      |

### 主持
| 日期                | 電視台     | 節目名稱         | 備註       |
| 2016年12月15日      | Mnet       | 《M! Countdown》 | Special MC |
| 2022年6月27日－至今 | MBC every1 | 《再次初戀》     | 固定MC     |

## 代言
| 日期   | 品牌名稱                                  | 搭檔        |
| 2012年 | 服饰品牌 《New Balance》                  |             |
| 2016年 | Samsung Pay                               | 率濱、律喜  |
| 2017年 | SINJEON 辣炒年糕                          | LABOUM      |
| 2017年 | Ttobongee炸雞                             | LABOUM      |
| 2017年 | 手機線上遊戲Professional Baseball manager | LABOUM      |
| 2018年 | Burger King                               | UNI.T & UNB |

### 來源
1. ↑  . 위키백과, 우리 모두의 백과사전. 2017-06-10  [2018-03-01]. （原始内容存档于2020-04-12） （韩语）.
2. ↑  홍승한. . 스포츠서울. 2018-05-17  [2023-09-05]. （原始内容存档于2023-09-06） （韩语）.
3. ↑  . Soompi. 2021-09-08  [2024-02-25]. （原始内容存档于2024-02-25） （英语）.
4. ↑  조선일보. . 조선일보. 2023-02-27  [2023-09-08]. （原始内容存档于2023-09-08） （韩语）.
5. ↑  박수정. . 10Asia. 2014-11-12  [2018-04-17]. （原始内容存档于2018-06-18）.
6. ↑  .   [2017-04-30]. （原始内容存档于2016-11-30）.
7. ↑  . 뉴스핌.   [2017-11-08]. （原始内容存档于2020-04-12） （韩语）.
8. ↑  김의정. . 엑스포츠뉴스. 2018-02-11  [2018-03-01]. （原始内容存档于2019-08-11） （韩语）.
9. ↑  .   [2021-10-08]. （原始内容存档于2021-10-08）.
10. ↑  . entertain.naver.com.   [2019-10-11] （韩语）.

## 外部連結
- 津銳的Instagram帳戶
- YouTube上的津銳頻道